# Clypeoteles distans
Clypeoteles distans là một loài tò vò trong họ Ichneumonidae.